# Aphanocephalus hemisphericus
Aphanocephalus hemisphericus là một loài bọ cánh cứng trong họ Discolomatidae. Loài này được Wollaston miêu tả khoa học năm 1873.